# Silvano Abba
Silvano Abba (Rovinj, 3 de julho de 1911 – Volgograd, 24 de agosto de 1942) foi um pentatleta  e  militar italiano.

## Carreira
Silvano Abba representou seu país nos Jogos Olímpicos de 1936, na qual conquistou a medalha de bronze, no individual, em 1936.
Morreu em combate durante a Segunda Guerra Mundial.